# Strandebarms kommun
Strandebarms kommun (norska: Strandebarm kommune) var en kommun i Hordaland fylke i västra Norge. Byn Strandebarm utgjorde kommunens centralort.

## Administrativ historik
Strandebarms kommun upprättades den 1 januari 1838 (som Strandebarm formannskapsdistrikt) när Formannskapslovene från 1837 trädde i kraft. Kommunen omfattade då den södra delen av nuvarande Kvams kommun, ett område i den västra delen av nuvarande Ullensvangs kommun samt ett område i den norra delen av nuvarande Kvinnherads kommun.
1862 bröts Jondals kommun ut ur kommunen som då minskade från 3 863 invånare före delningen till 2 200 invånare efter.
Den 1 januari 1902 bröts Varaldsøy kommun ut ur kommunen som då minskade från 2 509 invånare före delningen till 1 661 invånare efter. Den återstående delen omfattade ett område den södra delen av nuvarande Kvams kommun samt ett mindre område i den västligaste delen av nuvarande Ullensvangs kommun.
Den 1 januari 1964 upplöstes kommunen och delades. Huvuddelen (med 1 545 invånare) fördes, tillsammans med delar av kommunerna Jondal och Varalsdøy, till Kvams kommun medan Kysnesstranda (med 100 invånare) fördes till Jondals kommun  (sedan den 1 januari 2020 en del av Ullensvangs kommun). Kommunen hade vid delningen totalt 1 645 invånare.